# Boško (arheološko najdišče)
Boško je arheološko najdišče pri naselju Stepani.
Najdišče leži severozahodno od naselja Stepani na trasi avtoceste A1. Ob gradnji avtoceste so odkriti ostanke rimske hiše s tremi prostori. Hišo so uporabljali za nadziranje dostopa iz notranjosti Istre v Trst. Hiša je bila zgrajena v 1. stoletju pr. n. št. na kar kažejo najdbe delov orožja, konjske opreme in lončenine povezane z vojaškim načinom prehrane. Najdene so bile tudi svinčene in kamnite uteži, po čemer je mogoče sklepati, da je bila tu vojaško-carinska kontrolna točka ob takratni meji med rimsko Italijo in provinco Iliriko.